# 葛山二郎
葛山 二郎（くずやま じろう、1902年3月28日 - 1994年5月16日）は、日本の小説家、推理作家。

## 人物
大阪府出身。神戸高等工業学校中退、東京自動車学校卒業。
中学を卒業後、1923年に「噂と真相」が雑誌『新趣味』の懸賞で1等に入選する。1927年に「股から覗く」が雑誌『新青年』の懸賞に入選する。
代表作は、陪審裁判を扱った法廷ミステリの「赤いペンキを買った女」（『新青年』1929年12月号）。同作で、刑事弁護士の花堂琢磨をシリーズキャラクターとしてデビューさせている。

## エピソード
帝銀事件の際、たまたま犯人のモンタージュ写真と似ていたため、容疑者として密告されたことがある。その話を横溝正史に話したところ、それがのちに『悪魔が来りて笛を吹く』の構想へとつながったという。

## 作品
- 『葛山二郎探偵小説選』（論創社、論創ミステリ叢書） 2012年
  - 「噂と真相」（『新趣味』1923年9月）
  - 「利己主義」（『新趣味』1923年10月）
  - 「股から覗く」（『新青年』1927年10月）
  - 「赤光寺」（『新青年』1928年11月）
  - 「偽の記憶」（『新青年』1929年7月）
  - 「赧顔の商人」（『新青年』1929年9月）
  - 「杭を打つ音」（『新青年』1929年11月）
  - 「赤いペンキを買った女」（『新青年』1929年12月）
  - 「霧の夜道」（『新青年』1930年4月）
  - 「骨」（『新青年』1931年1月）
  - 「影に聴く瞳」（『新青年』1931年8月増刊号）
  - 「暗視野」（『新青年』1932年5月）
  - 「染められた男」（『新青年』1932年10月）
  - 「女と群衆」（『探偵クラブ』1932年11月）
  - 「古銭鑑賞家の死」（『新青年』1933年1月）
  - 「蝕春鬼」（『新青年』1933年8月）
  - 「慈善家名簿」（『新青年』1935年6月）
  - 「情熱の殺人」（『新青年』1935年11月）
  - 「花堂氏の再起」（『新青年』1948年1月）
  - 「紅鬼」（『富士』1948年4月増刊号）
  - 「雨雲」（『東京』1948年8月）
  - 「後家横丁の事件」（『ロック』1948年11月 - 12月）

## 著書
- 葛山二郎『股から覗く』国書刊行会〈探偵クラブ〉、1992年7月。ISBN 4-336-03363-3。 - 初の作品集。
- 葛山二郎『葛山二郎探偵小説選』論創社〈論創ミステリ叢書〉、2012年12月。ISBN 978-4-8460-1193-2。 - 事実上の全集。